# Bahrdorf
Bahrdorf là một đô thị của huyện Helmstedt, bang Niedersachsen, Đức. Đô thị này có diện tích 40,59 km².
Đô thị này có 4 làng:
- Bahrdorf
- Mackendorf
- Rickensdorf
- Saalsdorf